# 鈴木Hustler
鈴木Hustler（日语：スズキ・ハスラー）是2014年起由日本鈴木汽車開發製造的輕型高頂旅行車，其兄弟車為馬自達Flair Crossover。關於車名「Hustler」來自英語「急於行事之人」，不過此車名與美國著名成人雜誌《好色客》相同，且「hustle」在英文俚語中意指妓女拉客賣淫。

## 歷史

### 第一代MR31S/MR41S型（2014年-2019年）
2013年 - 10月29日開幕的第43屆東京車展中，原廠展示了「Hustler」、「Hustler Coupe」等二款量產車。
2014年 - 1月8日開始發售，融合輕型高頂旅行車與SUV兩種元素，鮮豔亮麗的車色塗裝達11種之多，內裝部分也有白色和橘色兩種飾板樣式可供選擇。座椅下方、車門、手套箱、中控台等各處皆設計許多收納空間，座椅也能全數打平變成臥床。動力心臟為658c.c.直列三缸DOHC VVT R06A型引擎，共有自然進氣與渦輪增壓二種選擇，配合五速手排或者CVT無段變速箱。頂級型具有自動感應啟閉HID頭燈、LED晝行燈、keyless免鑰匙感應門鎖與Push-start引擎啟動按鈕、怠速熄火系統等，主被動式安全配備則有雙前座安全氣囊、ESP車身動態穩定系統、ABS+EBD整合煞車系統等。此外尚有eNe-CHARGE減速能源再生技術（エネチャージ減速エネルギー回生技術），可將車輛減速時的引擎動力轉成電力儲存在鉛酸蓄電池及鋰離子電池，等行駛時再供電給車內的電氣部品；其他還有「Eco-Cool」蓄冷技術（エコクール），可維持怠速時車室內的溫度。原廠更提供一系列戶外運動所需之配件：車頂旅行架、車頂儲物網、連接車尾的露營帳幕等。
同年10月1日獲得2014年度好設計獎，10月30日獲得日本汽車名人堂2014-2015年度風雲車，11月11日獲得第24屆RJC年度風雲車年度國產風雲車之獎項，12月12日獲得由日本流行色協會主辦的2015年度汽車顏色大獎。
同年12月25日推出「J Style」特仕車，提供紅色、卡其色和黑色三種車色選擇，搭配全白色車頂、15吋白色塗裝的輪圈；內裝方面也提供白、紅、卡其等三色飾板之選擇。車尾貼上RJC年度風雲車銘牌，LED霧燈、雙前座椅加熱功能、抗紫外線玻璃等列入標準配備。
2015年 - 5月13日實行部分改良，原「eNe-CHARGE」動能回收系統的馬達改為ISG整合式啟動馬達（Integrated Starter Generator之縮寫）與鋰電池的「S-eNe-CHARGE」。同年12月7日再度部分改良（2型），主動式安全系統方面新增雙攝影鏡頭，當中包含車道偏離警示系統、前方碰撞預警系統（含自動煞車）、前方車輛移動警告、車輛路線不穩警告與油門誤踩警告系統等；並發售「J StyleII」特仕車，同月該車款引進香港市場販售。
2016年 - 10月17日原可對應CarPlay系統之選購影音系統，另擴充成亦可對應Android Auto系統。12月8日發售「F Limted」特仕車，以G車型為基礎外加槍色保桿、黑色鐵輪圈，並有四種雙色車身塗裝。此外，還有雙鏡頭煞車輔助安全系統可供選購。
2017年 - 5月1日部分改良，更換新車色。

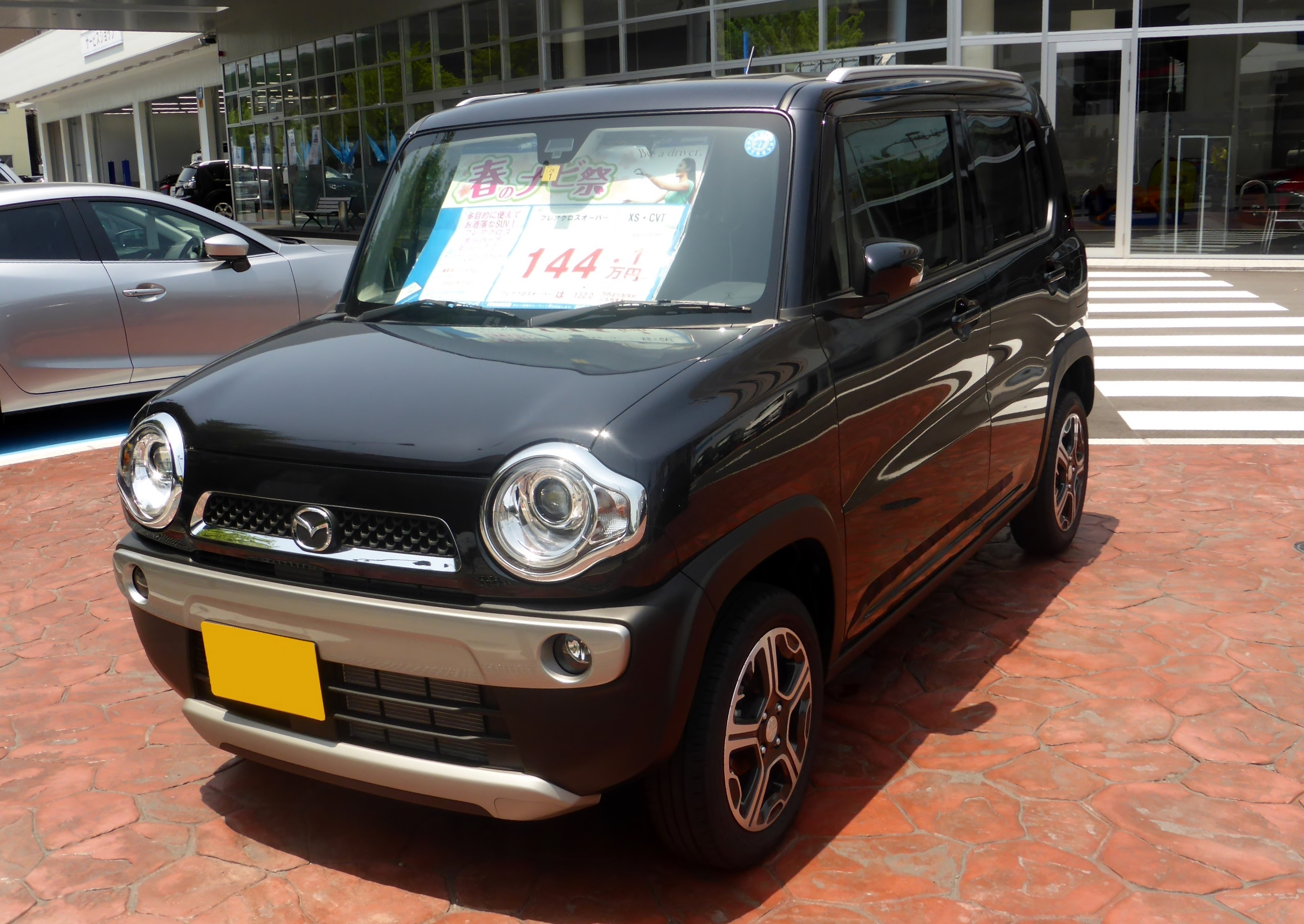
兄弟車馬自達Flair Crossover
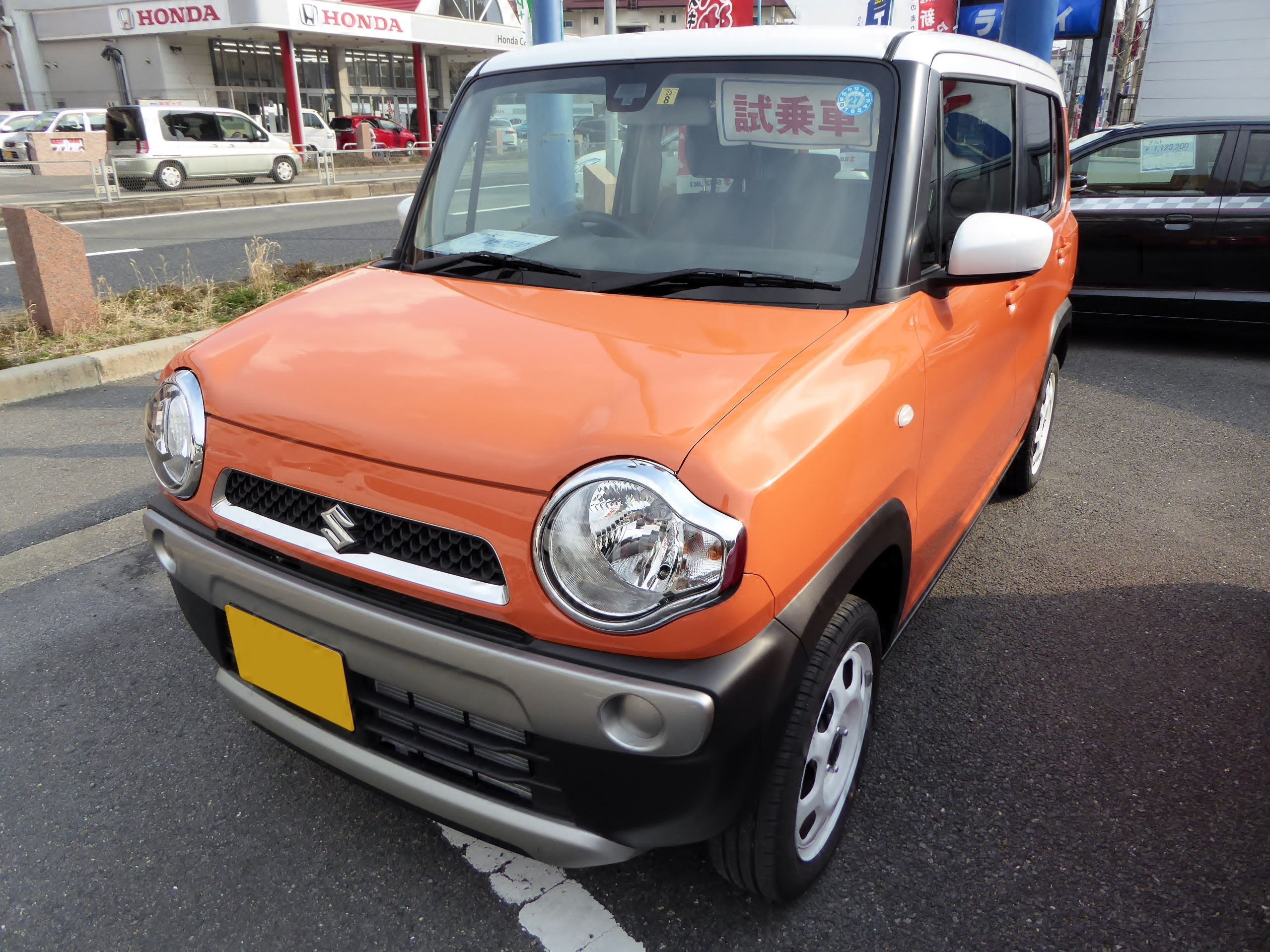
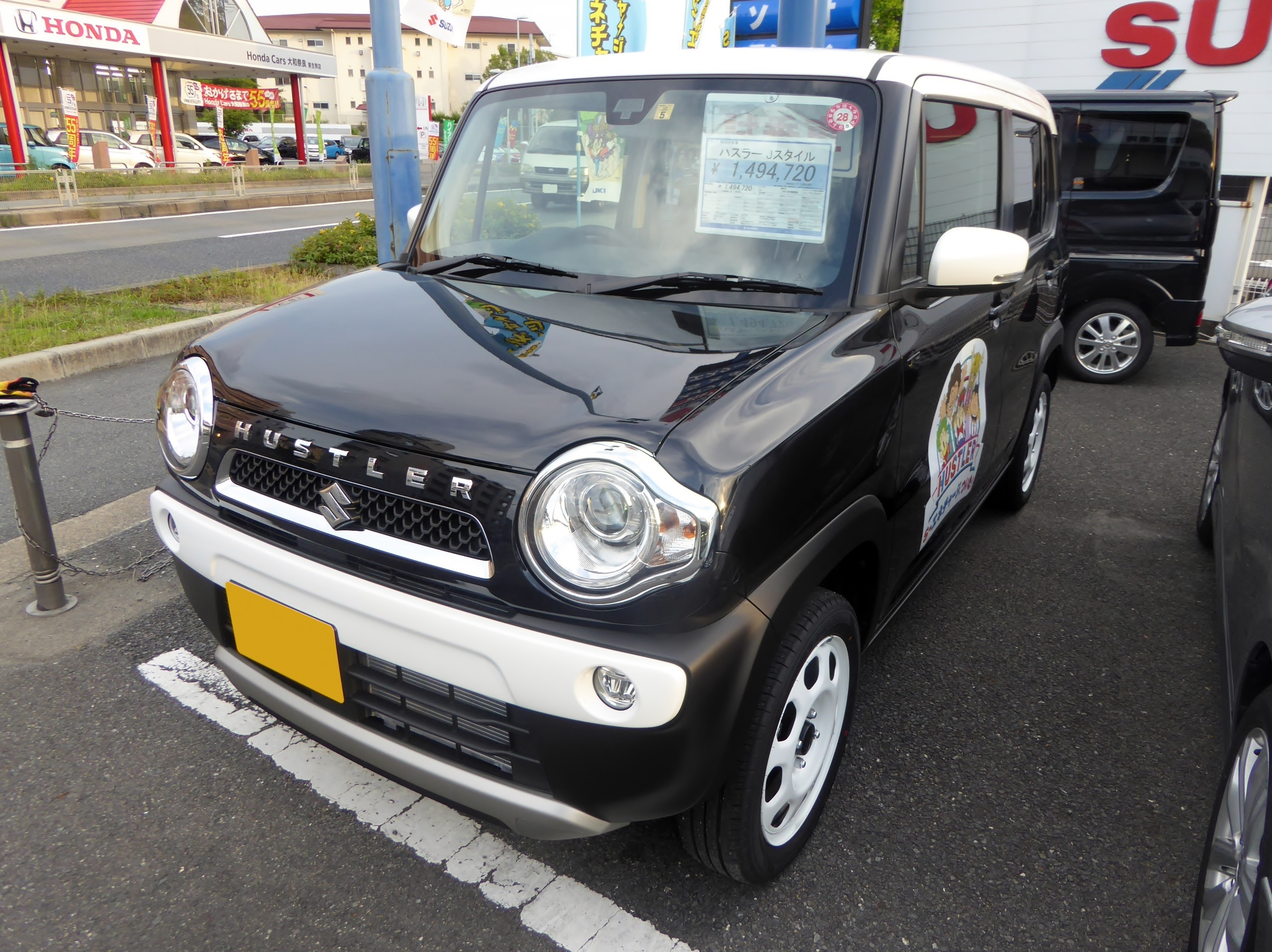
J Style車型車頭
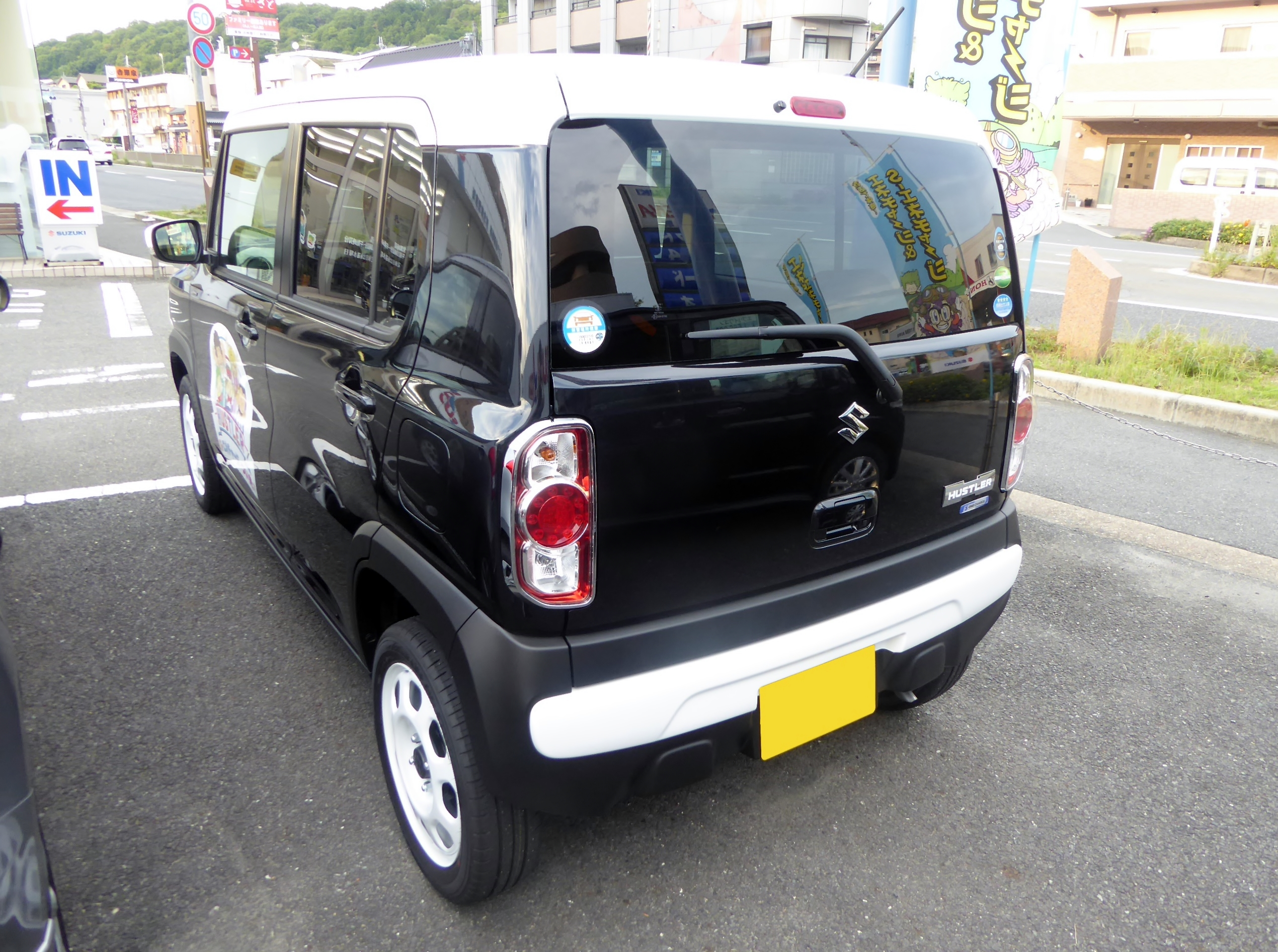
J Style車型車尾
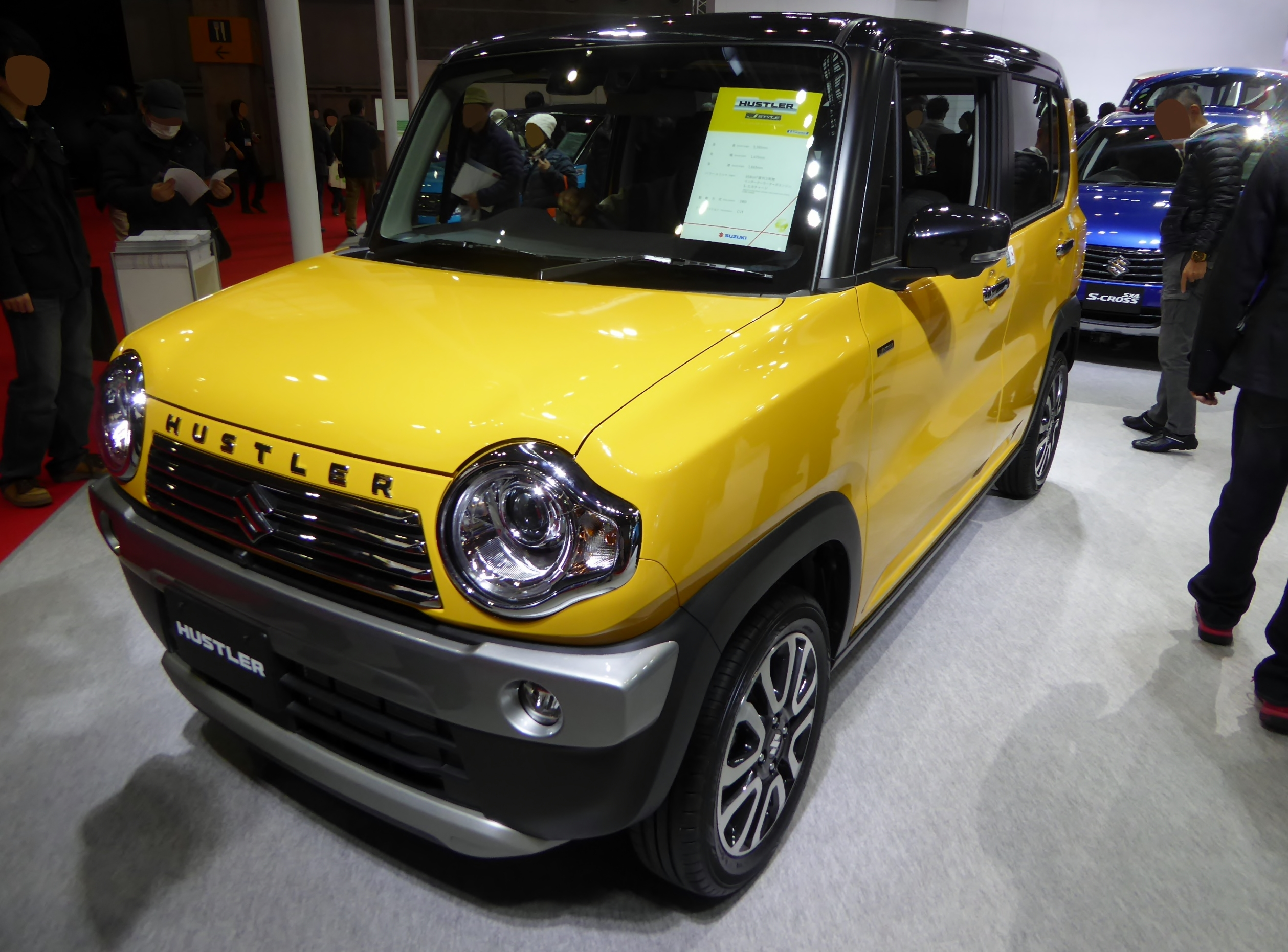
J Style II車型車頭
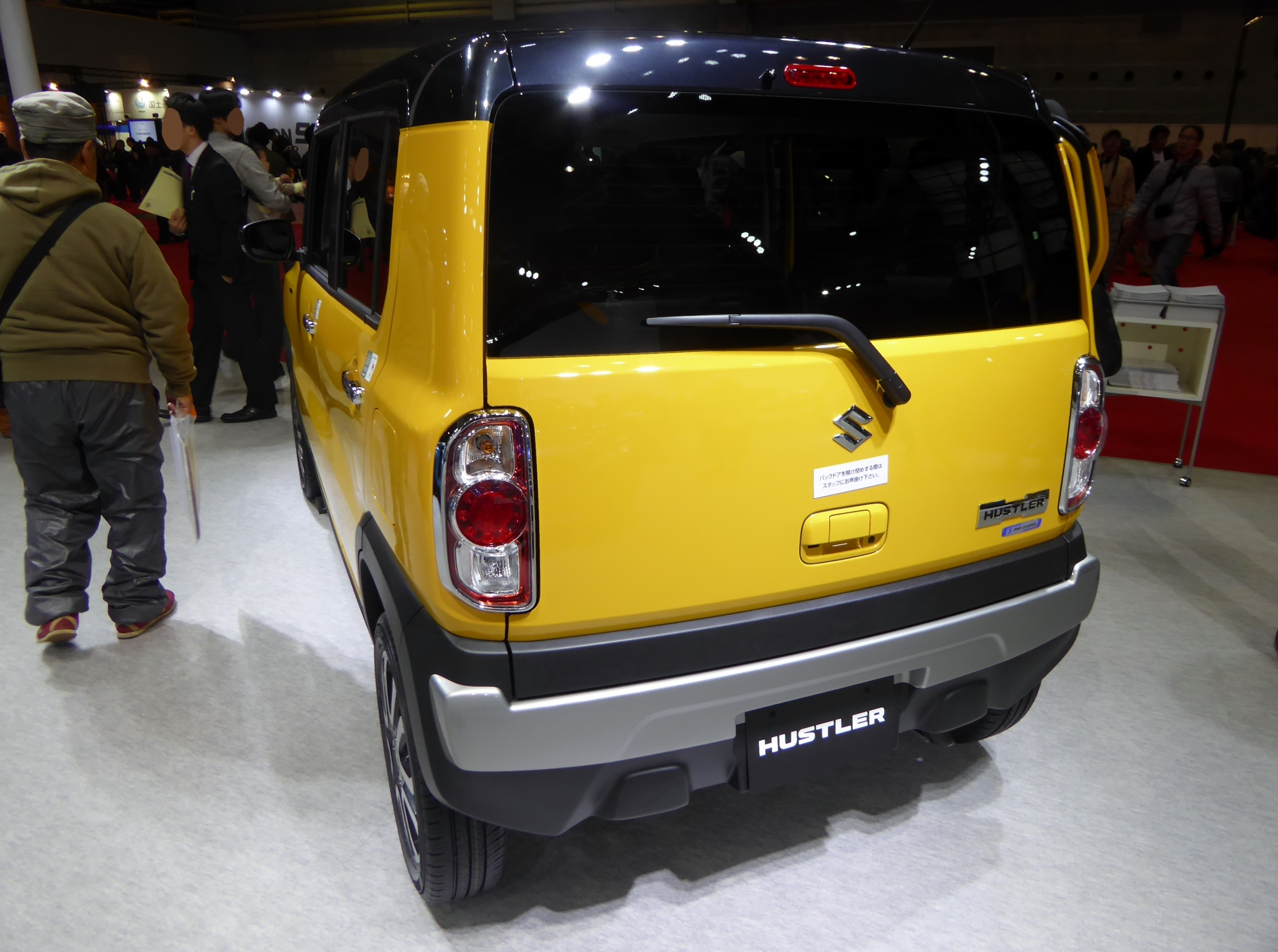
J Style II車型車尾
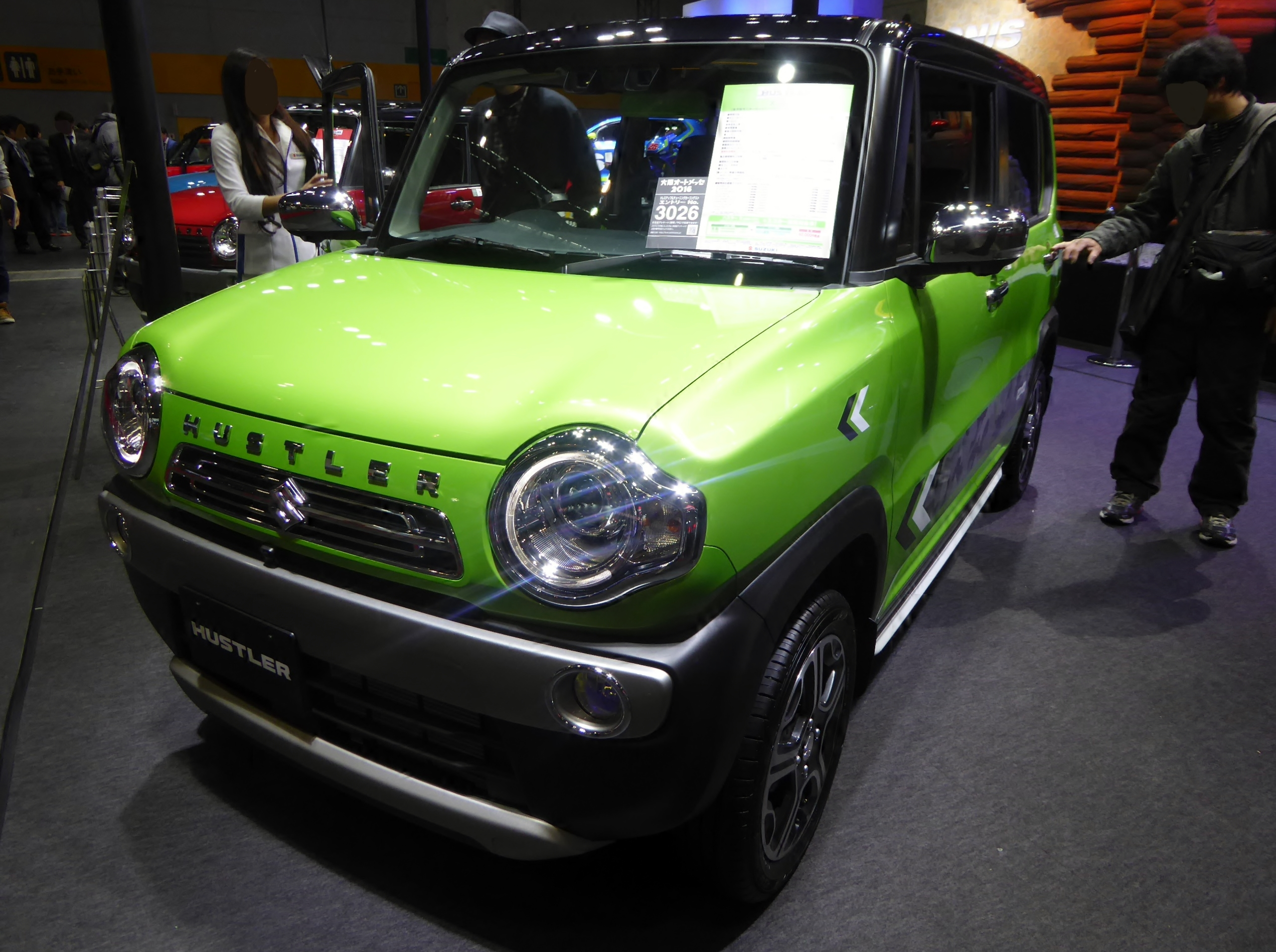
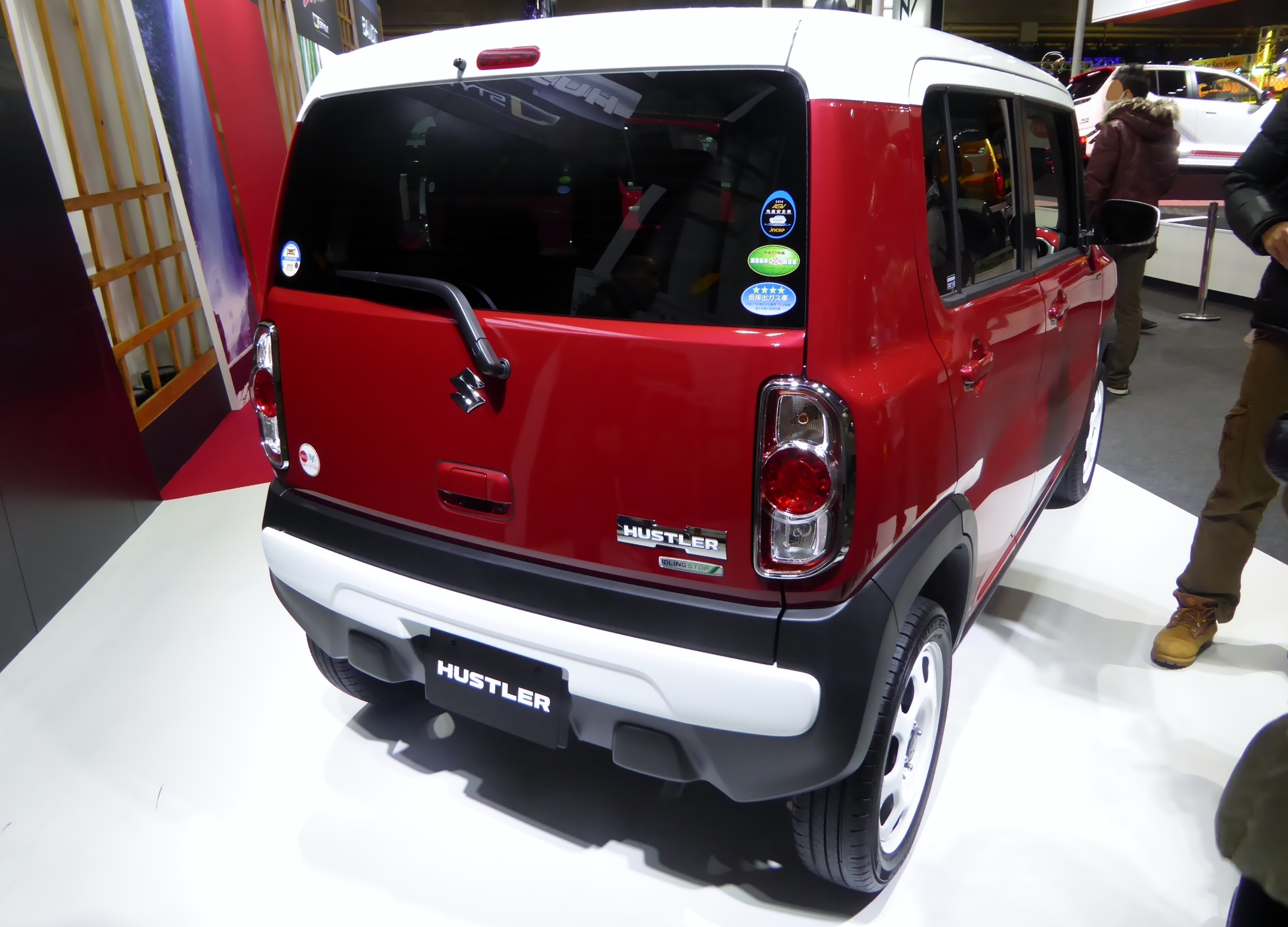
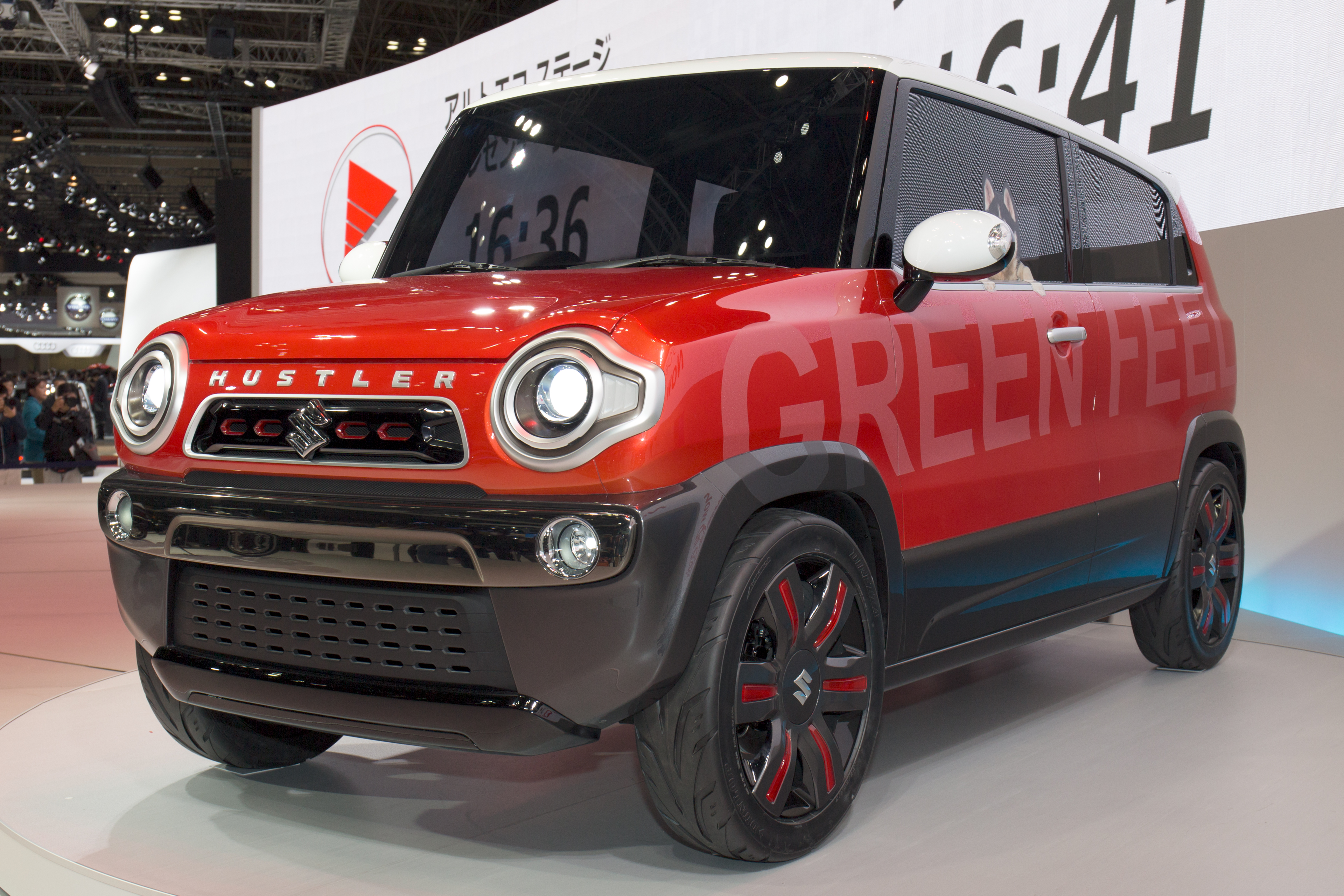

## 外部連結
- （日語）日本官方網站 （页面存档备份，存于）